# 5·15 사건

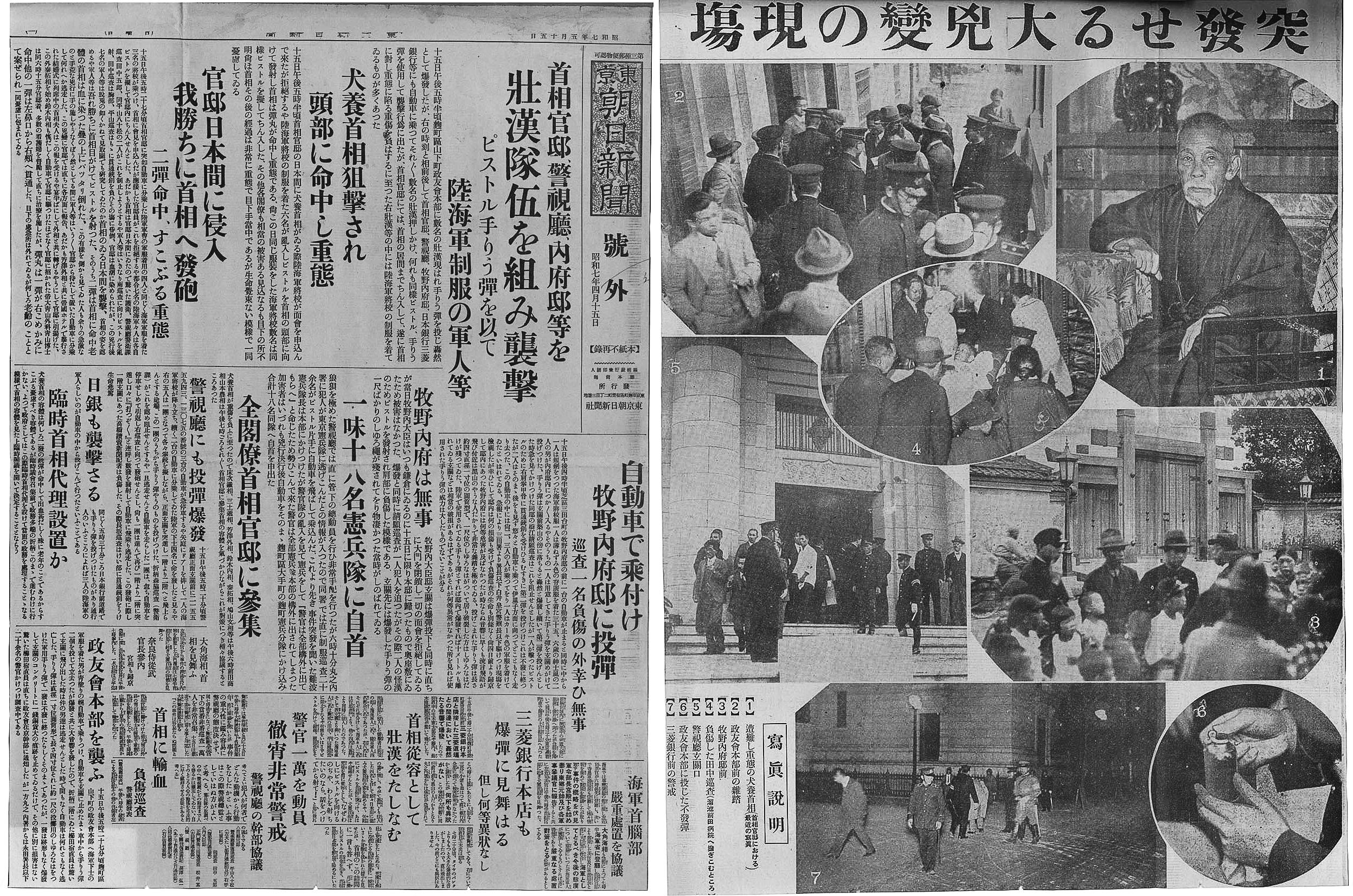
오사카 마이니치 신문에 실린 이누카이 총리 암살 사건 기사

5·15 사건(五・一五事件) 은 1932년 5월 15일에 일어난 일본제국 해군 내 극우 청년 장교를 중심으로 한 반란 사건이다.
무장한 일본 해군의 청년 장교들이 수상 관저에 난입해, 당시 호헌 운동의 중심이라고 할 수 있는 이누카이 쓰요시(犬養毅) 수상을 암살하였다. 이 사건으로 인해 일본의 정당 정치는 쇠퇴했다.

## 배경
당시는 1929년, 세계 대공황의 여파로 발단한 경기 후퇴로 인해 일본에선 기업 도산이 잇따랐고, 사회 불안이 확대되고 있었다. 1931년에는 이시와라 간지(石原莞爾)가 지휘하는 관동군의 일부가 만주사변을 일으켰지만, 일본 정부는 이 사태를 수습하지 못하고 오히려 끌려가는 형태를 띠고 있었다.
이누카이 내각은 금 수출 재금지 등의 불황 대책을 실시하는 것을 공약으로 1932년 2월의 총선거에서 대승을 거두었지만, 한편으론 만주사변을 묵인해 육군과의 관계도 나쁘지 않았다.
그러나, 1930년에 런던 해군 군축 조약을 체결한 전 일본 총리 와카쓰키 레이지로(若槻禮次郞)에 대해 불만을 가지고 있던 해군 장교들은 와카쓰키를 습격할 기회를 노리고 있었다. 하지만 와카쓰키의 소속당인 입헌정우회는 대패하였고, 와카쓰키 내각은 실각을 면할 수 없게 되었다. 그러나, 이것으로 무사한 것만은 아니었다.
당시 일본의 내각총리대신 이누카이 쓰요시는 호헌파의 중진으로 군의 축소를 지지하고 있었는데, 이 점이 해군 청년 장교들의 불만을 샀다고 여겨졌다.
불황 이전에는 다이쇼 데모크라시로 비롯된 민주주의 기운의 고조에 의해 지식 계급이나 사회주의자 등의 혁신파(革新派)는 명백하게 군의 축소 지지와 군의 비판을 하고 있었고, 이런 분위기가 일반 시민에게도 널리 퍼지면서 군복 차림으로 전철을 탄다고 욕을 당하는 등, 당시의 군인들은 위축된 마음을 가지고 있었다고 한다.

## 사건 과정
1932년 5월 15일 오카와 슈메이(大川周明), 도야마 미쓰루(頭山満), 다치바나 가지야, 미카미 다카시(三上卓) 등 11명이 극단적 우익단체인 혈맹단을 창단해 정당, 재벌 타도를 목표로 쿠데타를 일으킨다. 해군 청년 장교 10명과 육군 사관후보생 11명, 그리고 민간 농본주의자 일파로 구성된 쿠데타군은 정우회 본부, 경시청, 일본은행 등을 습격했다.
그리고 마침내 오후 5시 반에 해군 중위 미카미 다쿠가 이끄는 해군사관 4명과 육군 사관생도 5명이 총리 관저를 침입했다. 이에 이누카이는 도망치라는 측근들의 요구를 거부하고 쿠데타군과 대화를 시도하다가 뒤늦게 관저에 들어온 해군 소위 구로이와 이사무의 총에 맞아 암살되었다.
당시 총리의 아들 이누카이 다케루는 찰리 채플린의 영화와 스모 시합을 보고 있었다고 하며, 이후 주모자 11명은 재판에 회부되었으나 전국적인 구명 운동과 35만 명의 서명으로 사면되었다.
이 사건은 2·26 사건과 함께 군인들에 의한 쿠데타로 다루어지고 있지만, 2·26 사건과 달리 무기는 민간으로부터 조달되었고, 장교들도 부하 병사들을 동원하진 않았기 때문에 그 성격은 크게 다르다. 같은 군인이 일으킨 사건에서도 2·26 사건은 실제로 체제 전환과 권력 탈취를 노려 군사력을 위법으로 사용한 쿠데타로서의 색채가 강하고, 이 사건은 암살 테러의 색채가 강하다. 그러나, 과격한 우익 사상에 기반한 쿠데타 행위라는 점을 보아 정치적인 면에서는 2·26 사건과 유사한 점이 많다.
이 사건은 쇼와 천황의 칙령에 의해 실패로 끝났다고 하는 것이 정설이며, 이 사건 이후 사이토 마코토(齋藤實), 오카다 게이스케(岡田啓介)를 주축으로 하는 군사 내각이 성립되었다.

## 결과
일본의 정당 정치는 군사 쿠데타인 5·15 사건으로 인해 사실상 끝을 맞이했다. 이후에 군부의 정계 진출이 이루어지면서, 재벌들은 군부를 지원하기 시작하였으며, 군국주의 사상의 강화로 인해 독일과 같은 국가사회주의 운동의 막이 올랐다.
1920년대까지 일본에서 활발하게 진행되었던 사회주의 운동과 민주화 운동은 치안유지법을 제정하면서 모습을 감췄고, 상징적인 의미로만 존재했던 일본 천황을 절대 권력의 중심에 두면서 군부의 영향력이 확대되어 나갔다.
이와 같은 군부의 영향력 확대는 1936년에 일어난 2·26 사건을 통해 입증되었다.

## 같이 보기
- 대공황
- 만주사변
- 이누카이 쓰요시
- 사이토 마코토
- 오카다 게이스케
- 2·26 사건